# Barrage Santiago Bayacora
Le barrage Santiago Bayacora est un barrage placée dans la municipalité de Durango dans l'état de Durango au nord-ouest du Mexique sur la rivière las Tinajas,.